# Regionale netbeheerder

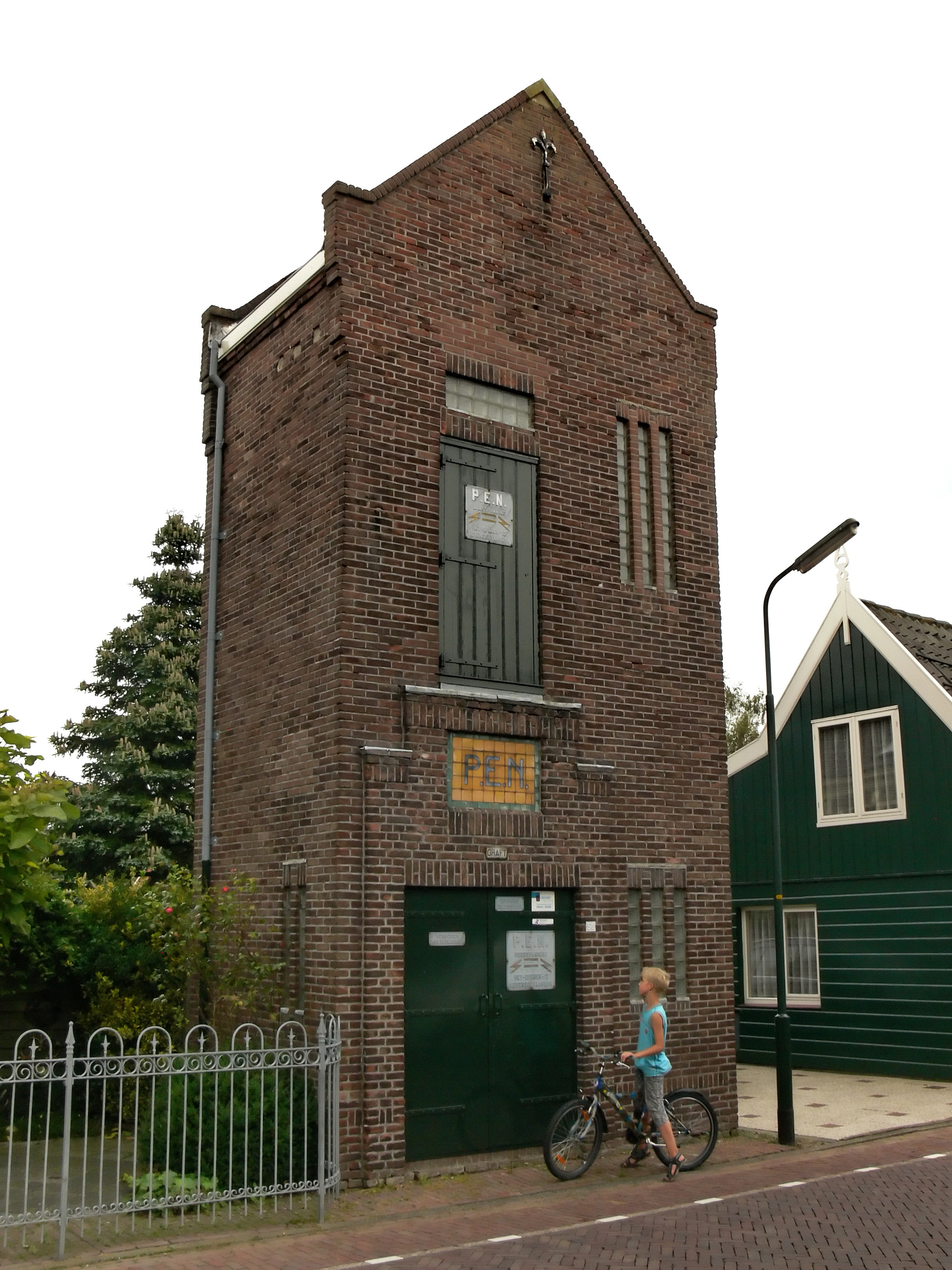
Transformatorhuisje van het voormalige PEN, waar hoogspanning wordt omgezet voor distributie

In de energievoorziening is een regionale netbeheerder een nutsbedrijf dat elektriciteit vanaf het landelijk hoogspanningsnet aan gebruikers levert via het regionale elektriciteitsnet en/of aardgas vanaf het landelijk gasnet via het regionale gasnet. Zij mogen op grond van Europese regelgeving geen deel uitmaken van bedrijven die energie produceren, verkopen of leveren. De regionale distributienetten zijn direct of indirect in eigendom van de overheid en de tarieven voor het gebruik worden vastgesteld door de Autoriteit Consument & Markt (ACM). Netbeheerders zijn wettelijk verplicht hun net zonder onderscheid beschikbaar te stellen aan alle gebruikers. 
De zes regionale netbeheerders in Nederland zijn anno 2023 Coteq Netbeheer, Enexis, Liander, RENDO, Stedin Netbeheer en Westland Infra Netbeheer. Zij worden vertegenwoordigd door Netbeheer Nederland.

## Nederland

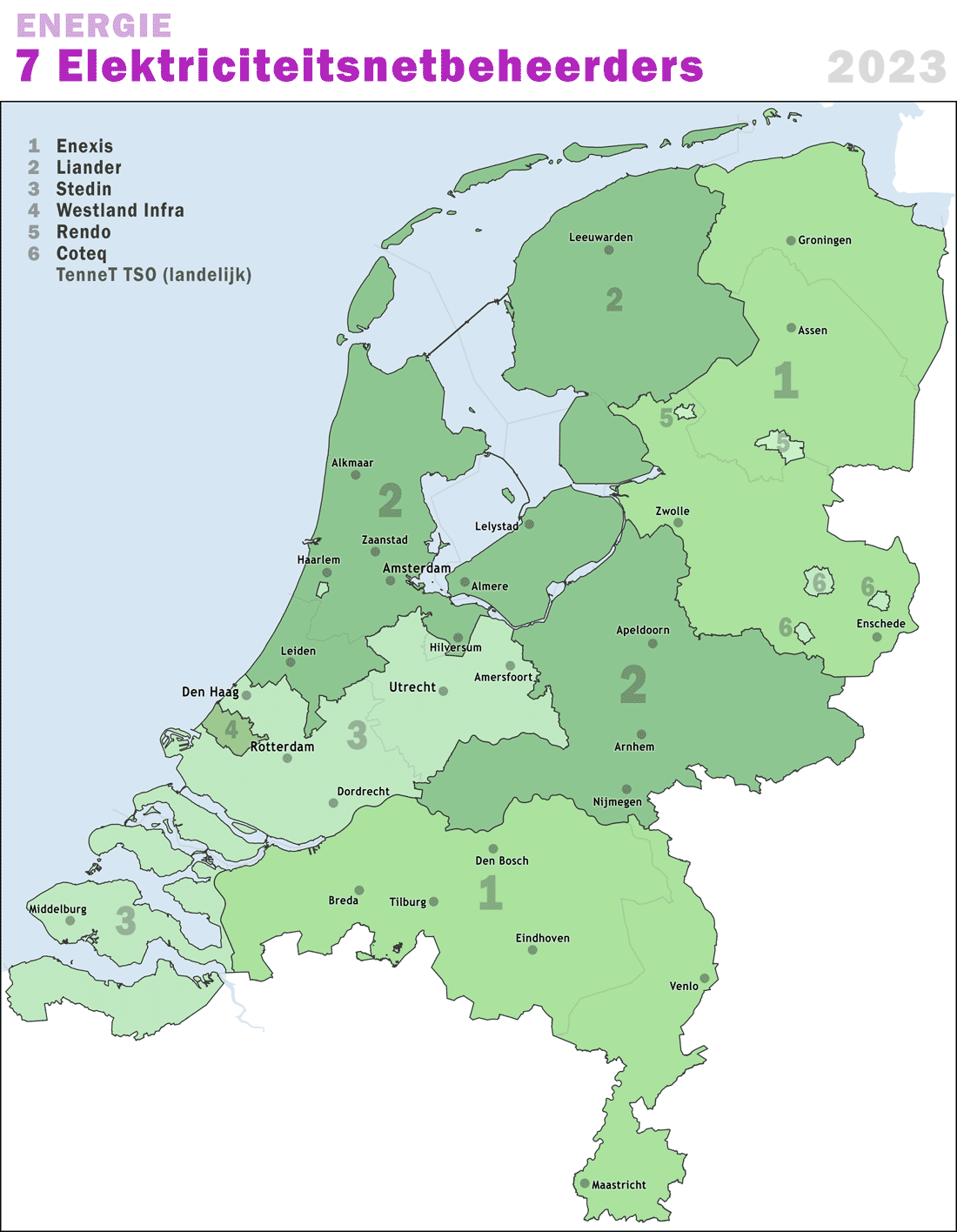
Regio's van netbeheerders van elektriciteit in 2023

### Wettelijke grondslag
De Elektriciteitswet 1998, de Gaswet en de Wet onafhankelijk netbeheer voeren Europese richtlijnen uit die voorschrijven dat distributienetbeheerders in Europa onafhankelijk moeten zijn ten opzichte van niet met de distributie samenhangende activiteiten, zoals productie, verkoop en levering. Voor Nederlandse netbeheerders geldt een privatiseringsverbod, wat betekent dat de aandelen in een netbeheerder geen voorwerp van private investering mogen zijn.
De Autoriteit Consument & Markt stelt de tarieven vast die de netbeheerders in Nederland bij consumenten en bedrijven in rekening mogen brengen voor gebruik van het net en de door hen beheerde verbruiksmeters. Deze taak wordt uitgevoerd door de Energiekamer. De netbeheerders dienen eerst bij de ACM een voorstel in voor de tarieven in de komende periode voor het door hen beheerde net. Daarbij geven zij de door hen gemaakte kosten op. De regionale netbeheerders  mogen voor de tarieven alleen kosten opvoeren die samenhangen met hun taken op het gebied van transport van elektriciteit en/of gas, waaronder het aansluiten van klanten op het energienetwerk. De kosten voor activiteiten waarmee zij concurreren met andere marktpartijen mogen niet in de tarieven worden doorberekend. In de tarieven worden individuele "X-factoren" meegenomen. De X-factor wordt jaarlijks per netbeheerder vastgesteld aan de hand van de inkomsten.

### Gasnetbeheerders
Voorheen hadden regionale netbeheerders van het gasnet alleen het exclusieve recht en de plicht om de hoofdaansluiting vanaf het hoofdnet naar een afnemer aan te leggen en onderhouden. Het resterende deel van de gasaansluiting mocht desgewenst worden aangelegd, beheerd en onderhouden door de aangeslotene. Sinds 1 januari 2020 hebben de netbeheerders ook de taak om de aansluitingen voor kleinverbruikers en grootverbruikers aan te leggen, te beheren en onderhouden, te wijzigen of verwijderen. Dit is bepaald in de Wet voortgang energietransitie. Voordien waren zij alleen verantwoordelijk voor het aanleggen van aansluitingen voor grootverbruikers.

### Netbeheer Nederland
Netbeheer Nederland (NBNL) is de brancheorganisatie van alle Nederlandse netbeheerders van elektriciteit en gas. Anno 2023 waren de regionale netbeheerders Coteq Netbeheer, Enexis, Liander, RENDO, Stedin Netbeheer en Westland Infra Netbeheer bij de organisatie aangesloten, alsmede de twee landelijke netbeheerders TenneT TSO en Gasunie Transport Services.

## Groot-Brittannië

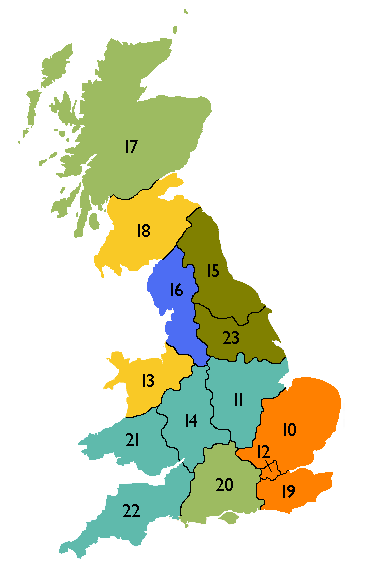
De 14 regionale elektriciteitsnetten in Groot-Brittannië, verdeeld over zes holdings naar kleur weergegeven

In Groot-Brittannië begon de privatisering halverwege de 1980er jaren onder de regering van Margaret Thatcher. Na de afsplitsing van het netbeheer bleven er 14 regionale elektriciteitsnetten over (zie afbeelding). Anno 2022 waren de regionale netten in het bezit van zes holdings met vier regionale netbeheerders:
1 Electricity North West Limited

2 Northern Powergrid (Northeast) Limited

3 Northern Powergrid (Yorkshire) plc

4 Western Power Distribution (West Midlands) plc
Daarnaast is er nog een aantal "independent distribution network operators" (IDNO's), die een deel van een regionaal net bezitten en onderhouden.
De brancheorganisatie is Energy Networks Association (ENA), de Britse tegenhanger van Netbeheer Nederland. De regulator voor de gas- en elektriciteitsmarkt is de Office of Gas and Electricity Markets (Ofgem), de Britse tegenhanger van de Autoriteit Consument & Markt.

## Weblinks
- Netbeheer Nederland, belangenorganisatie van de Nederlandse netbeheerders